# Una carta al amanecer
Una carta al amanecer (título original en italiano: Una lettera all'alba) es una película dramática italiana de 1948 dirigida por Giorgio Bianchi.
En 2008 fue restaurada y proyectada como parte de la retrospectiva «Questi fantasmi: Cinema italiano ritrovato» en el Festival Internacional de Cine de Venecia de 2008.

## Argumento
Carlo, un traficante de drogas, un día descubre que es el padre de Mario, un joven que también se dedica al tráfico. Éste participa en el atraco a la mansión de una condesa, asimismo metida en el negocio. Cuando la anciana aparece asesinada, Mario decide investigar.

## Reparto
- Fosco Giachetti: Carlo Marini.
- Jacques Sernas: Mario Maggi.
- Lea Padovani: Anna Maggi.
- Olga Villi: Renata.
- Tatiana Pávlova: la condesa Koloshky.
- Vittorio Sanipoli: Enrico Verri.
- Franca Marzi: Lilly, la amante de Carlo.
- Margherita Bagni: Sor María de la Caridad.
- Nerio Bernardi: Augusto.
- Paolo Ferrari: el hijo de Augusto.
- Salvo Randone: Donati, el abogado defensor.
- Ernesto Calindri: el fiscal.
- Peppino Spadaro: el canciller.
- Gaetano Verna: el comisario.
- Raimondo Van Riel: Paolo, el inquilino en la escalera.
- Pio Campa: el presidente.
- Cesare Fantoni: un jugador de la casa Marini.
- Luciano Giachetti: un marinero.
- Fedele Gentile: un actor en el espacio público.
- Velia Cruicchi Galvani: conserje del edificio
- Alberto Plebani: un inquilino en el ascensor.
- Biagio Forgione: carabinero a la derecha del acusado.